# Gornja Borina
Gornja Borina (Servisch cyrillisch Горња Борина) is een plaats in de Servische gemeente Loznica. De plaats telt 188 inwoners (2002).